# Trelew

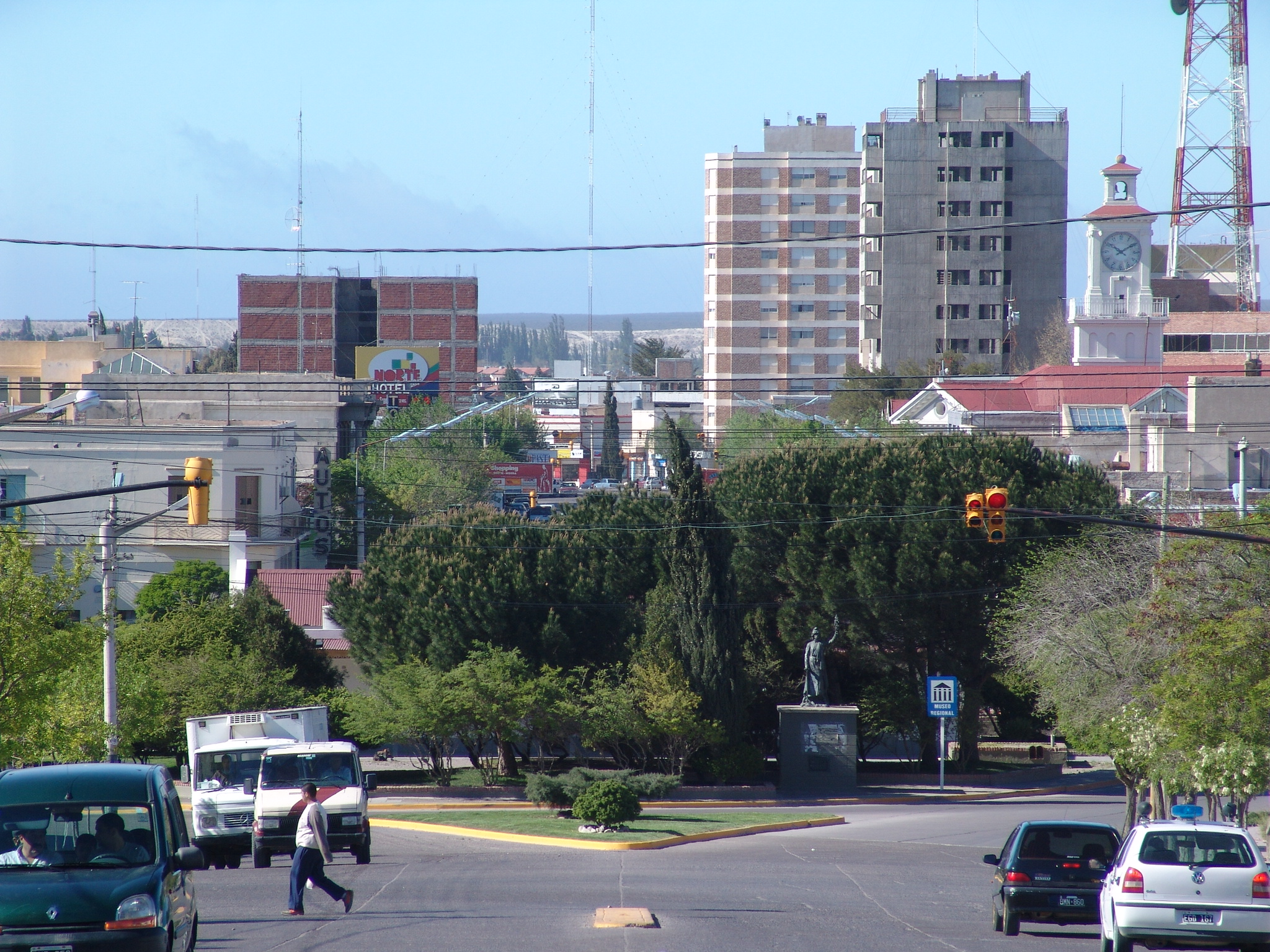
Trelew

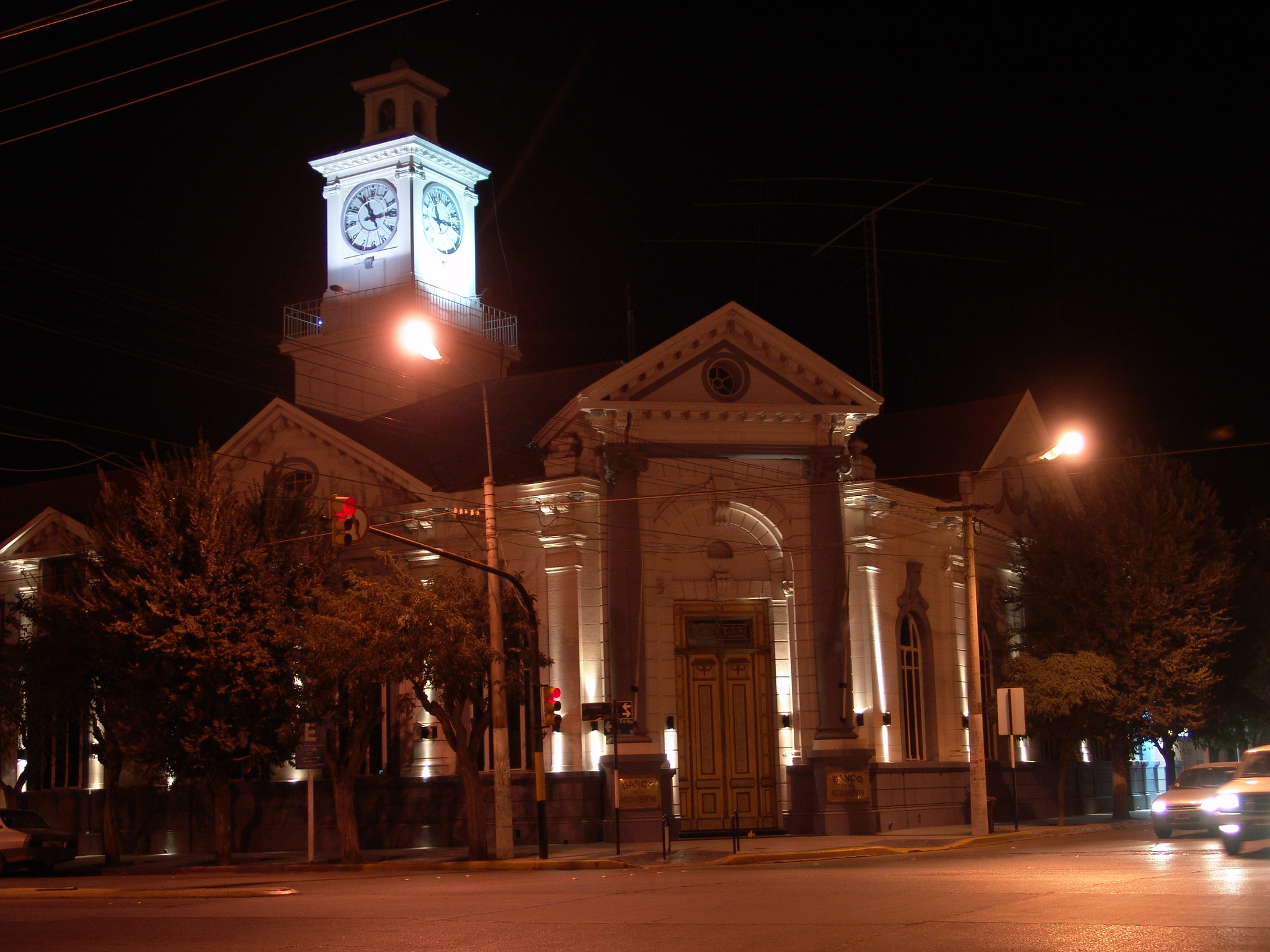
Banc Nació

Trelew és una ciutat de la Patagònia argentina dins la província de Chubut al sud de l'Argentina, es troba al Vall del riu Chubut. La immigració gal·lesa va ser molt important a la ciutat.
El 2001 tenia 89.547 habitants i el 2010 99.201 Trelew és un centre comercial, industrial i de serveis per a la regió del voltant. El seu aeroport internacional es diu Almirante Zar (codi REL/SAVT).
Abans, la ciutat tenia la Torre Omega Trelew, una de les més altes del món amb gairebé 400 m d'alçada. La ciutat de Trelew també serveix com a base per a activitats turístiques de rellevància nacional i internacional durant tot l'any, connectant punts de gran interès turístic com Península Valdés, Museu Paleontològic Egidio Feruglio, Punta Tombo, Gaiman, dic Florentino Ameghino i altres.

## Història
Es va començar a formar el 1886, quan es sanciona la Llei N º 1539 el 20 d'octubre d'aquest any (data que es pren com l'aniversari de la ciutat), sota l'impuls de la immigració gal·lesa de finals de segle xix que va col·laborar amb l'estesa del Ferrocarril Central del Chubut.
El seu nom, que significa "Poble de Luis" en idioma gal·lès, fa referència a Lewis Jones (Tre: poble en gal·lès i Lew: apòcope de Lewis), un dels primers colonitzadors.
La ciutat és reconeguda per la història argentina del segle XX per ser l'escenari de l'assassinat de 16 membres de diferents organitzacions armades peronistes i d'esquerra per marins dirigits pel capità de corbeta Luis Emilio Sosa. Els successos van tenir lloc a la matinada del 22 d'agost de 1972, a la Base Aeronaval Almirante Zar, una dependència de l'Armada Argentina propera a la ciutat i són coneguts amb el nom de Massacre de Trelew.

## Clima
Trelew té un clima semiàrid. La ciutat rep anualment menys de 210 mm de pluviometria (210 litres) però la seva evapotranspiració és relativament baixa i compensa en part l'aridesa. El mes més fred és juliol (hivern austral) amb temperatures mitjanes màximes de 12.3 °C i les mínimes de 0.9 °C. El gener les màximes són de 29.3 °C i les mínimes de 14,4 °C, Les pluges són molt homogènies durant tots els mesos de l'any, el mínim són 10.1 mm de mitjana en diversos mesos i el màxim de 28.3 mm a l'abril.